# NGC 1411
NGC 1411 je galaksija u zviježđu Sat.

## Vanjske poveznice
- SEDS: NGC 1411